# Emmanuel Mané-Katz

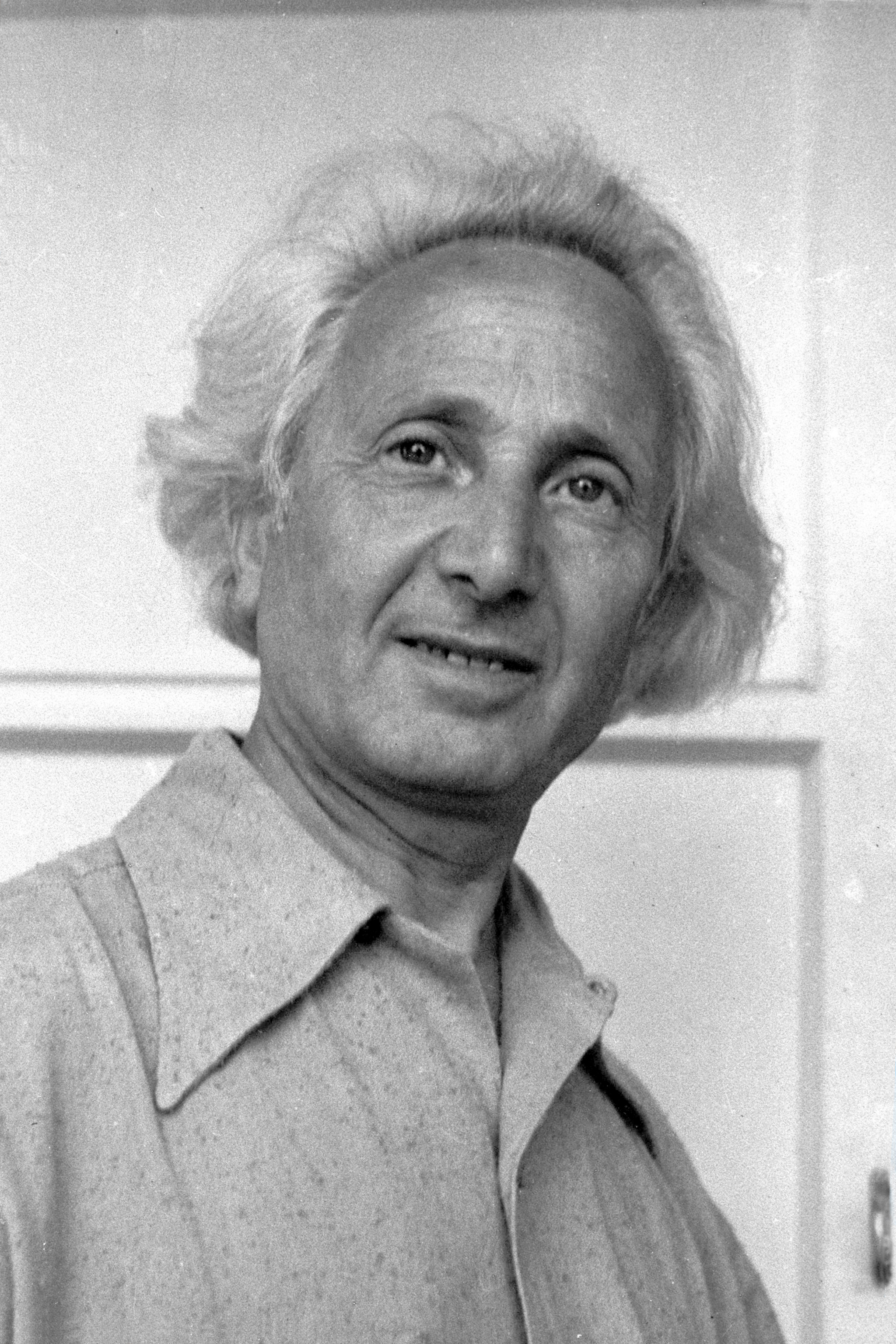
Emmanuel Mané-Katz

Emmanuel Mané-Katz, (hebräisch מאנה כץ), eigentlich Mane Leyzerowitsch Katz (ukrainisch Мань Лейзерович Кац) (* 5. Juni 1894 in Krementschuk (Ukraine); † 8. September 1962 in Tel-Aviv), war ein in Paris und Israel tätiger Maler jüdischer Abstammung.

## Leben
Sein Vater erwartete, dass Mané ein Rabbi wird, trotzdem versuchte er Malerei in Wilna, dann in Myrhorod und endlich 1911 in Kiew zu lernen. 1913 zog er nach Paris ins Atelier von Fernand Cormon. Im Ersten Weltkrieg versuchte er sich bei der Fremdenlegion zu melden, wurde aber wegen seiner geringen Statur abgewiesen.
Mané-Katz wohnte 1914 bis 1917 in Sankt Petersburg, war Schüler von Mstislaw Walerianowitsch Dobuschinski und nahm 1916 an der Ausstellung der Gruppe Mir Iskusstwa teil. 1917 wurde er zum Professor an der Kunstakademie in Charkiw berufen. 1919 zeigte er seine Bilder in Charkiw, Rostow am Don und Tiflis.
Er besuchte verschiedene europäische Museen und wurde vom Fauvismus beeinflusst. Mané-Katz kam 1921 zurück nach Paris, wo er sich dem Kreis der jüdischen Mitglieder der École de Paris, wie Amedeo Modigliani und Chaim Soutine anschloss.
1928 wurde er französischer Staatsbürger. Sein Bild mit der Darstellung der Klagemauer wurde 1931 auf der Pariser Weltausstellung mit einer Goldmedaille ausgezeichnet.
Seine ersten Werke waren in dunklen Farben gehalten, später veränderte Mane-Katz seine Palette zu den bunten, hellen Tönen. Er schuf Bilder aus dem Leben der osteuropäischen Schtetl, zeigte Rabbiner, jüdische Musikanten, Bettler, Jeschiwa-Schüler. Er malte auch Blumen und Landschaftsbilder.
Mané-Katz besuchte zum ersten Mal Palästina 1928 und seitdem besuchte er das Land alljährlich. Er wohnte ständig in Paris, war aber mit dem Gelobten Land emotional verbunden.
Mané-Katz verschrieb seine Werke sowie eine Sammlung jüdischer Ethnografie der Stadt Haifa. Vier Jahre vor Mane-Katz’ Tod hatte ihm der Bürgermeister von Haifa ein Gebäude auf dem Karmelgebirge an der Mittelmeerküste für seine Sammlungen zur Verfügung gestellt. Das Museum zeigt die Stilentwicklung des Künstlers während seines Lebens.